# Festival Nacional de Doma y Folklore
El Festival Nacional de Doma y Folklore o Festival Nacional de Doma y Folklore de Jesús María o Festival Nacional e Internacional de Doma y Folklore de Jesús María, es un evento de música folclórica y jineteada, que convoca a intérpretes de música folklórica argentina y jinetes que realizan destrezas gauchas a caballo.
Es uno de los encuentros más importantes de Argentina, referido a esta temática.
En 2017, el Estado Argentino le otorgó la denominación Marca País (esto significa que este festival es sinónimo de República Argentina en todo el mundo, una calificación equivalente a la de Denominación de Origen Controlada o DOC).
 
Este festival se realiza en la ciudad de Jesús María (localidad ubicada a 50 km al norte de la ciudad capital de la provincia de Córdoba), en un anfiteatro llamado José Hernández. 
El mismo tiene forma oval en sentido este - oeste, contando con un escenario ubicado en el sector norte, donde actúan solistas y grupos de folklore, y un campo de jineteada que posee corrales de encierre en el sector oeste, más tres palenques en el sector este. En este predio se realizan tareas y destrezas gauchas habituales del campo argentino. Todo el complejo está circunscripto por gradas en las que se ubica el público asistente, convenientemente.

El festival se desarrolla ininterrumpidamente (a excepción del 2021, debido a la Pandemia de COVID-19) desde el año 1966 durante la primera mitad de enero, y se desarrolla a lo largo de diez noches consecutivas e ininterrumpidas, combinando la destreza de la jineteada, la exhibición de habilidades gauchas, la música folklórica, danzas típicas y la degustación de platos típicos de la cocina criolla.
El encuentro, además, no se circunscribe a las actividades que se desarrollan dentro del predio de la jineteada, sino por el contrario, existen un sinnúmero de actividades en las calles de la ciudad de las que se puede participar: feria de ropa típica, utensilios, comidas criollas, peñas, actuación de grupos de folklore, etc.
Es un festival multitudinario al que, en el año 2007, asistieron más de 400.000 personas, entre los que concurren al anfiteatro y los que visitan las peñas y la feria de artesanías.
Además, debemos recalcar que es un evento solidario, el cual beneficia a 20 escuelas cooperadoras de la zona.

## La Historia del Festival
En el mes de mayo de 1965, la Cooperadora de la Escuela N°1.er Teniente Morandini de Jesús María, tenía la imperiosa necesidad de recaudar fondos para solventar la atención de los niños. Así, realiza una reunión el 19 de mayo de ese mismo año. En la misma, Juan Manuel Corrales sugiere realizar un Festival de trascendencia. Varias fueron las opiniones sobre cómo realizarlo, pero fue la idea propuesta por Enrique Jarbas Pereyra la que fue aprobada por unanimidad: Realizar un festival de doma y folklore.
Convencidos de la relevancia que tendría el evento y teniendo en cuenta que la región donde se encontraban era netamente ganadera, el Sr. José R. Castillo, tiene la idea de invitar a todas las Cooperadoras de las Escuelas de Jesús María.
Inicialmente se sumaron solo 10 Cooperadoras, luego se fueron adhiriendo otras de Colonia Caroya y de Colonia Vicente Agüero, conformando así un grupo de 20 escuelas y que se denominó, Unión de Cooperadoras Escolares. La Comisión Directiva estaba presidida por Juan Manuel Corrales.
El trabajo mancomunado de todas las voluntades logró llevar adelante, el 1° Festival de Doma y Folklore que se realizó, en enero de 1966, obteniendo un éxito rotundo.
El maestro de ceremonias, Ricardo Smider, junto a la animadora Lisa Ferrer y los locutores Ulises Guerreri y Carlos de Negri supieron entretener a un público asistente de 45 000 personas. La cartelera artística estaba conformada por Los Cantores de Quilla Huasi, Alberto Merlo, Los de Córdoba, Los del Suquía, Héctor Roca, Jorge Cafrune, El Chango Nieto y Abel Figueroa entre otros. 
Por su parte, el espectáculo de la doma, contaba con el animado relato de Raúl Romanutti, un conocido y renombrado apellido ganadero de la región. El resultado, una recaudación de $ 7 643 700 de la moneda nacional vigente y que en ese momento, cumplió con creces el objetivo planteado.
Con el paso de los años, estos sueños fueron convirtiendo al Festival en el espectáculo más grande de América en su género, atrayendo en cada edición a más de 300 mil espectadores que viven esta fiesta popular, además de un sinnúmero de televidentes y radioyentes que lo siguen desde sus hogares en todo el país y el mundo.
En noviembre de 2020 debido a la pandemia por coronavirus y luego de muchas reuniones entre la comisión directiva del evento y entes gubernamentales se decidió suspender la 56° edición del festival a realizarse en enero de 2021, siendo el único año que no se llevó a cabo desde sus inicios. En 2022, el festival se desarrolló siguiendo estrictas medidas de prevención como la obligatoriedad de pase sanitario con esquema de vacunación completo, uso de mascarilla y distanciamiento social.

## Representantes
Desde el año 2008 se elige a la Wayta ('flor' en quichua) a la Malen ('doncella') y al gaucho (desde 2020) jóvenes encargados de representar al festival.

## La Jineteada
Si bien el nombre del festival hace referencia a la doma, la realidad dista mucho de esto. En Jesús María, lo que se realiza, es la jineteada de potros denominados reservados (un caballo sin domar), donde los jinetes deben permanecer sobre el lomo del animal durante un determinado lapso de tiempo, que dependerá de la categoría en la que esté demostrando su destreza.
Existen dos grupos de jinetes: Nacional e Internacional. En el grupo Nacional, participan delegaciones nacionales, que representan a las provincias argentinas, y que están formadas por 5 personas: 1 delegado, 3 jinetes (uno para cada categoría) y un cuarto jinete que actúa de suplente en caso de que hubiere que cubrir a uno de los jinetes que no pueda jinetear por algún motivo. En el grupo Internacional hay delegaciones de países vecinos, Uruguay, Brasil, Chile y Paraguay, que compiten en las tres categorías por los premios y no por los títulos.
Amén de las delegaciones descriptas, existe una delegación más que representa a la ciudad organizadora, Jesús María, y más exactamente al festival, a lo largo de todo el año en todas las presentaciones en las que la Comisión directiva del festival, considere que debe presentarse. Esta delegación está conformada por los 3 jinetes ganadores de la edición anterior, más el delegado y el jinete suplente que son designados por la Comisión Directiva del festival.

### Categorías
Existen tres categorías: Categoría "A" - Crina limpia o Potro Pelado.
Categoría "B" - Gurupa o Grupa sureña o Cuero.
Categoría "C" - Bastos con encimera lisa sin boleadoras.
Crina Limpia
En esta categoría se puede usar una lonja (también conocido como tiento pezcuecero), que se coloca alrededor del pescuezo del animal como único sostén del jinete, quien no puede dejar de trabajar el animal con las espuelas.
Tiempo de monta: 8 segundos.
Gurupa Sureña o Surera
En esta categoría no se usan estribos, pero se utiliza un cuero de oveja sujetado por un cinchón. El jinete debe sujetar las riendas con una mano y el azote (huasca, talero, etc.) con la otra.
Tiempo de monta: 12 segundos
Basto con Encimera
Aquí el hombre no deberá perder los estribos ni "charquear" (tocar al animal con las manos). En las otras categorías el charqueo también quita puntos.
Tiempo de monta: 12 segundos.
Una vez cumplido el tiempo, se hace sonar una campana, la cual anuncia a quienes se encuentran en el campo de la jineteada, la finalización de la prueba, y dos jinetes de a caballo denominados apadrinadores, se colocan a ambos lados del reservado para ayudar al jinete a desmontar.
El jinete no debe seguir castigando ni jineteando el reservado una vez que sonó la campana, si así lo hace, se le aplica un descuento de puntos.

### Clasificación por puntajes
El jinete: máximo 15 puntos.
El potro: máximo 5 puntos.
Espuela: máximo 5 puntos.
Elegancia: máximo 5 puntos.
El animal debe ser largado, preferentemente, con el anca hacia los corrales. En el palo (palenque), exclusivamente deben estar: los palenqueros, el jinete y un ayudante del mismo.
Las riendas son de suela, cuero crudo o curtido, lisas, no trenzadas y sin nudos. Su uso es obligatorio, dándose en la monta, una vuelta en una de las manos del jinete. El rebenque o guacha, se debe usar tomado de la manijera con la otra mano en las categorías de Gurupa y Bastos.

### El Comisario de Pista
Es la máxima autoridad dentro del campo de jineteada y su decisión deben ser acatada por los jinetes y todas las personas dentro de la pista.

### Premios de la jineteada
Los jinetes reciben importantes premios durante el Festival. Reciben premios en dinero y presentes de uso habitual en las tareas rurales como Rastras (generalmente de plata con incrustaciones de oro), cuchillos finamente trabajados, cintos de cuero de carpincho, medallas y otros enseres típicos del gaucho. Además los ganadores de cada noche y los campeones, también reciben premios en efectivo.

## Campeones
| #    | Año  | Crina limpia                                                    | Crina limpia                                                    | Gurupa sureña                                                   | Gurupa sureña                                                   | Bastos con encimera                                             | Bastos con encimera                                             |
| #    | Año  | Ganador                                                         | Delegación                                                      | Ganador                                                         | Delegación                                                      | Ganador                                                         | Delegación                                                      |
| ---- | ---- | --------------------------------------------------------------- | --------------------------------------------------------------- | --------------------------------------------------------------- | --------------------------------------------------------------- | --------------------------------------------------------------- | --------------------------------------------------------------- |
| 1.ª  | 1966 | Abel Garbuglia                                                  | -                                                               | Emilio Toranzo                                                  | -                                                               | Pedro Díaz                                                      | -                                                               |
| 2.ª  | 1967 | Ernesto Cuevas                                                  | Uruguay                                                         | Ricardo Gardinelli                                              | -                                                               | Enrique Orellano                                                | -                                                               |
| 3.ª  | 1968 | Roberto Lucero                                                  | -                                                               | Carlos Pagola                                                   | -                                                               | Abelardo Pagola                                                 | -                                                               |
| 4.ª  | 1969 | Ernesto Cuevas                                                  | Uruguay                                                         | Felipe Ferrarazo                                                | -                                                               | Rosario Balmaceda                                               | -                                                               |
| 5.ª  | 1970 | César Lezcano                                                   | -                                                               | Felipe Ferrarazo                                                | -                                                               | Abel Ramírez                                                    | -                                                               |
| 6.ª  | 1971 | Emilio Ramírez                                                  | -                                                               | Carlos García                                                   | -                                                               | Héctor Dionisio Bueno                                           | -                                                               |
| 7.ª  | 1972 | Rufino Montiel                                                  | -                                                               | César Lezcano                                                   | -                                                               | Hugo Appes                                                      | -                                                               |
| 8.ª  | 1973 | Jorge Carlos Alcaraz                                            | -                                                               | Juan Carlos Rey                                                 | -                                                               | Luis Pérez                                                      | -                                                               |
| 9.ª  | 1974 | Jorge Carlos Alcaraz                                            | -                                                               | Orfel Mailharro                                                 | -                                                               | Santiago Otamendi                                               | -                                                               |
| 10.ª | 1975 | Luis Horacio Díaz                                               | -                                                               | Ricardo Pucheta                                                 | -                                                               | Juan Bonino                                                     | -                                                               |
| 11.ª | 1976 | Luis Cornara                                                    | -                                                               | Ubaldo Tula                                                     | -                                                               | Ignacio Reynoso                                                 | -                                                               |
| 12.ª | 1977 | Oscar Surgen                                                    | -                                                               | Leopoldo Caamaño                                                | -                                                               | Pedro Omar Calderón                                             | -                                                               |
| 13.ª | 1978 | Oscar Ramón Calamano                                            | -                                                               | Roberto Jesús Baca                                              | -                                                               | Juan Barreto                                                    | -                                                               |
| 14.ª | 1979 | Oscar Ramón Calamano                                            | -                                                               | Celso Rodríguez                                                 | -                                                               | Luis Báez                                                       | -                                                               |
| 15.ª | 1980 | No se realizó esta categoría                                    | No se realizó esta categoría                                    | Roberto Jesús Baca                                              | -                                                               | Osmar González                                                  | -                                                               |
| 16.ª | 1981 | José Burkhard                                                   | -                                                               | Roberto Jesús Baca                                              | -                                                               | Osmar González                                                  | -                                                               |
| 17.ª | 1982 | Carlos Borda                                                    | -                                                               | Roberto Jesús Baca                                              | -                                                               | Humberto Vilches                                                | -                                                               |
| 18.ª | 1983 | José Burkhard                                                   | -                                                               | José Armando Farías                                             | -                                                               | Roque Barberis                                                  | -                                                               |
| 19.ª | 1984 | Jorge Raúl Aristegui                                            | -                                                               | Miguel Ángel Fantagossi                                         | -                                                               | Roque Barberis                                                  | -                                                               |
| 20.ª | 1985 | Jorge Raúl Aristegui                                            | Jesús María                                                     | Miguel Ángel Fantagossi                                         | Jesús María                                                     | Gregorio Omar Rodríguez                                         | San Luis                                                        |
| 21.ª | 1986 | Rubén Omar Mariano                                              | -                                                               | Miguel Ángel Fantagossi                                         | -                                                               | Santiago Otamendi                                               | -                                                               |
| 22.ª | 1987 | Jorge Raúl Aristegui                                            | -                                                               | Carlos Ulloa Perkins                                            | -                                                               | Juan Carlos Ponce                                               | -                                                               |
| 23.ª | 1988 | Jorge Raúl Aristegui                                            | -                                                               | Miguel Ángel Ordinas                                            | -                                                               | Jorge Alberto Eizmendi                                          | -                                                               |
| 24.ª | 1989 | José Luis Andraca                                               | -                                                               | Miguel Ángel Ordinas                                            | -                                                               | Jorge Alberto Eizmendi                                          | -                                                               |
| 25.ª | 1990 | José Luis Andraca                                               | -                                                               | Jorge Raúl Aristegui                                            | -                                                               | Claudio Guillermo Nielsen                                       | -                                                               |
| 26.ª | 1991 | Ramón Alberto Benítez                                           | -                                                               | Juan Ángel Campoamor                                            | -                                                               | Claudio Guillermo Nielsen                                       | -                                                               |
| 27.ª | 1992 | José Luis Andraca                                               | -                                                               | Miguel Ángel Ordinas                                            | -                                                               | Jorge Raúl Aristegui                                            | -                                                               |
| 28.ª | 1993 | José Luis Prátula                                               | -                                                               | Juan Ángel Campoamor                                            | -                                                               | Miguel Ángel Suviaga                                            | -                                                               |
| 29.ª | 1994 | Ramón Alberto Benítez                                           | -                                                               | José Luis Zapata                                                | -                                                               | Gregorio Omar Rodríguez                                         | -                                                               |
| 30.ª | 1995 | Rodolfo Luis Colman                                             | -                                                               | José Fabián García                                              | -                                                               | Claudio Guillermo Nielsen                                       | -                                                               |
| 31.ª | 1996 | Jorge Raúl Aristegui                                            | -                                                               | Alejandro Ordinas                                               | -                                                               | Claudio Magallán                                                | -                                                               |
| 32.ª | 1997 | Jorge Raúl Aristegui                                            | -                                                               | Aldo Francisco Paz                                              | -                                                               | Roberto Gabriel Luna                                            | -                                                               |
| 33.ª | 1998 | Jorge Raúl Aristegui                                            | -                                                               | Arnaldo Calderón                                                | -                                                               | Osmar Osvaldo Rosas                                             | -                                                               |
| 34.ª | 1999 | Jorge Raúl Aristegui                                            | Jesús María                                                     | Rubén Ernesto Figgini                                           | CABA                                                            | Néstor Hugo Fachello                                            | Entre Ríos                                                      |
| 35.ª | 2000 | Ariel Darío Herrero                                             | -                                                               | Alejandro Ordinas                                               | -                                                               | Luis Ambrosio Romero                                            | -                                                               |
| 36.ª | 2001 | Ariel Darío Herrero                                             | -                                                               | Alfredo Ramos                                                   | -                                                               | Juan Carlos Acosta                                              | -                                                               |
| 37.ª | 2002 | Roberto Villaverde                                              | Entre Ríos                                                      | Alejandro Ordinas                                               | Santa Fe                                                        | Héctor Ángel Toranzo                                            | Córdoba                                                         |
| 38.ª | 2003 | Roberto Villaverde                                              | Jesús María                                                     | José Fabián García                                              | San Luis                                                        | Héctor Ángel Toranzo                                            | Jesús María                                                     |
| 39.ª | 2004 | Carlos Daniel Arias                                             | Entre Ríos                                                      | Alejandro Ordinas                                               | Santiago del Estero                                             | Mario José Ferreyra                                             | Catamarca                                                       |
| 40.ª | 2005 | Carlos Daniel Arias                                             | Jesús María                                                     | Ramón Córdoba                                                   | Santa Fe                                                        | Héctor Argañaraz                                                | Santiago del Estero                                             |
| 41.ª | 2006 | Agustín Vallenari                                               | Entre Ríos                                                      | José Luis Córdoba                                               | Santa Fe                                                        | Luis Romero                                                     | Santa Fe                                                        |
| 42.ª | 2007 | Agustín Vallenari                                               | Jesús María                                                     | Ramón Córdoba                                                   | Santa Fe                                                        | Hugo Mariano Gñasso                                             | Buenos Aires                                                    |
| 43.ª | 2008 | Fernando Vilches                                                | Santiago del Estero                                             | José Fabián García                                              | San Luis                                                        | Hugo Mariano Gñasso                                             | Jesús María                                                     |
| 44.ª | 2009 | Gastón Ohaco                                                    | Mendoza                                                         | Gustavo Alberto Jacobo                                          | Entre Ríos                                                      | Javier Echaveguren                                              | CABA                                                            |
| 45.ª | 2010 | Simón Kloster Decoud                                            | Entre Ríos                                                      | Franco Barberis                                                 | Catamarca                                                       | Pablo Patiño                                                    | San Juan                                                        |
| 46.ª | 2011 | José Oziel Ortiz                                                | Corrientes                                                      | Ramón Córdoba                                                   | Formosa                                                         | Eduardo Argañaraz                                               | Formosa                                                         |
| 47.ª | 2012 | Ricardo Felipe Pucheta                                          | Corrientes                                                      | Ramón Córdoba                                                   | Jesús María                                                     | Alfredo Oscar Gatica                                            | Buenos Aires                                                    |
| 48.ª | 2013 | Ricardo Felipe Pucheta                                          | Jesús María                                                     | Ramón Córdoba                                                   | Jesús María                                                     | Alfredo Oscar Gatica                                            | Jesús María                                                     |
| 49.ª | 2014 | Ricardo Felipe Pucheta                                          | Jesús María                                                     | Cristian Diego Barberis                                         | Córdoba                                                         | Néstor Adrián Fernández                                         | Chubut                                                          |
| 50.ª | 2015 | Mauro Daniel Fazi                                               | Córdoba                                                         | Luis Antonio Prátula                                            | Santiago del Estero                                             | Néstor Adrián Fernández                                         | Jesús María                                                     |
| 51.ª | 2016 | Cristian Germán Jacobo                                          | Entre Ríos                                                      | José Martí                                                      | San Juan                                                        | Alejandro Cruz Ramos                                            | La Pampa                                                        |
| 52.ª | 2017 | Ricardo Felipe Pucheta                                          | CABA                                                            | Emilio Rafael Prátula                                           | CABA                                                            | Alfredo Ernesto Ramos                                           | La Pampa                                                        |
| 53.ª | 2018 | Rafael Safons                                                   | Brasil                                                          | Maximiliano Bazán                                               | La Rioja                                                        | Diego Andrés Borda                                              | CABA                                                            |
| 54.ª | 2019 | Rafael Safons                                                   | Jesús María                                                     | Emiliano Lali                                                   | La Rioja                                                        | Ignacio Ottero Blanco                                           | Uruguay                                                         |
| 55.ª | 2020 | Pierre Rocha                                                    | Brasil                                                          | Ernesto Ramos                                                   | La Pampa                                                        | Gervasio Lennon                                                 | Buenos Aires                                                    |
| -    | 2021 | No se realizó esta edicion debido a la pandemia por coronavirus | No se realizó esta edicion debido a la pandemia por coronavirus | No se realizó esta edicion debido a la pandemia por coronavirus | No se realizó esta edicion debido a la pandemia por coronavirus | No se realizó esta edicion debido a la pandemia por coronavirus | No se realizó esta edicion debido a la pandemia por coronavirus |
| 56.ª | 2022 | Romario Arce Ferreira                                           | Brasil                                                          | Alejandro Cruz Ramos                                            | La Pampa                                                        | Lucas Bustamante                                                | La Pampa                                                        |

## Artistas consagrados
| Edición | Año  | Artista/Grupo               |
| ------- | ---- | --------------------------- |
| 43.ª    | 2008 | Canto 4                     |
| 44.ª    | 2009 | Jessica Benavidez           |
| 45.ª    | 2010 | Pablo Lozano                |
| 46.ª    | 2011 | Daniel Ferreyra             |
| 47.ª    | 2012 | Cololo Macedo / Los Legales |
| 48.ª    | 2013 | La Huella                   |
| 49.ª    | 2014 | Guitarreros                 |
| 50.ª    | 2015 | La Callejera                |
| 51.ª    | 2016 | Los Trajinantes             |
| 52.ª    | 2017 | Orellana Lucca              |
| 53.ª    | 2018 | Lucio Rojas                 |
| 54.ª    | 2019 | Cabales                     |
| 55.ª    | 2020 | Ahyre                       |
| 56.ª    | 2022 | Nahuel Pennisi              |
| 57.ª    | 2023 | Lázaro Exequiel Caballero   |

## Controversias
Diferentes asociaciones de protección animal entre ellas Greenpeace, ACMA Caballos, Mi reino por un caballo y la asociación cordobesa Sin Estribos, vienen pidiendo hace años la suspensión del tipo de doma que se lleva a cabo en el festival.
Alfredo Spíndola fue el primer jinete que perdió su vida en el marco del Festival de Doma y Folklore de Jesús María. El fatídico hecho tuvo lugar el 13 de enero de 2010, el potro "El Doradillo" cayó sobre su espalda aplastando a Spíndola. Falleció esa misma noche a causa de un traumatismo severo de cráneo. Spíndola había viajado en representación de la provincia de Misiones y tenía 23 años. Exactamente 10 años después, el 13 de enero de 2020, Norberto Eric Cossutta encontraría la muerte en el campo de jineteada por un accidente similar. Había concurrido a la competencia en representación de la provincia de Catamarca y tenía 40 años.
Las pérdidas de vidas animales son más difíciles de registrar ya que no tienen la misma repercusión que las víctimas humanas. Entre los nombres de caballos que es posible rastrear figuran:
14 de enero de 2013: Mueren ocho caballos que habían participado de la competencia al volcar el camión que los trasladaba. Durante esta edición del Festival mueren La Rosetta y La Pampeana. 
11 de enero de 2014: Es sacrificada la yegua La Polca, según diario Uno de Entre Ríos "La Polca, del tropillero Trossero, se enredó una de las patas con las riendas, mientras era montado por el jinete Martín Leiva, y producto de ese enredo se asestó un autogolpe que terminó siendo fatal."
11 de enero de 2017: El Zorrito es sacrificado luego de que sufriera una fractura de cadera durante la jineteada. 
16 de enero de 2019: El caballo de nombre Pampero muere de un paro cardiorrespiratorio en el medio del campo de jineteada mientras se dirigía a los corrales. 